# Antonio Sayago
Antonio Sayago (Congo, ca. 1801, - Montevideo, 1902) fue un personaje popular del Montevideo de fines del siglo XIX.
De familia aristocrática del reino del Congo, sus padre fue el cacique Lucango Cabanga y su madre, Joanna Quicona. Su verdadero nombre era, también, Lucango Cabanga, y bajo ese nombre desde pequeño se desempeñó como tripulante de un navío de guerra portugués, el Promptidão, cuyo objetivo era capturar barcos negreros para impedir el comercio ilegal de esclavos entre África y América.
Su nombre falso viene a una anécdota: una vez que desembarcó en Montevideo, en 1839, su barco fue sorprendido por una tempestad que lo arrastró hasta los peñascos de Puntas de Sayago, al oeste de la bahía de Montevideo, donde naufragó. Los obreros del saladero Sayago socorrieron a los sobrevivientes, y el capataz del mismo, Julián Contreras, tomó a Lucango Cabanga a su servicio y le hizo adoptar el nombre de su patrón: Antonio Sayago.
En los tiempos de la Guerra Grande combatió al servicio del Gobierno de la Defensa, y luego se desempeñó como corneta pistón de la banda del regimiento de artillería. Por aquella época se casó con Eugenia Rivera, y de esa unión nacieron veintiún hijos: siete varones y catorce mujeres. 
En 1859, aprovechando un buque que zarpaba rumbo a Luanda, creyó que era su deber saludar a sus ilustres padres, de los cuales solo encontró vivo al rey Lucango Cabanga. Grandes festejos hubo por el reencuentro en la aldea de Lucango. Se bailaron muchos candombes, se destaparon muchas vasijas de chicha y en retribución, Sayago todas las mañanas tocaba su corneta despertando los ecos de la selva africana. Pasado el tiempo, Sayago habló de volver. Su padre y sus súbditos lo quisieron retener, pero le habló a su pueblo de las virtudes de su esposa y de sus veintiún hijos que tenía que mantener. Después de una tierna despedida, se embarcó en el bergantín Oriente, llegando a Montevideo a mediados de 1860.
Al regreso de su viaje se le ocurrió poner su corneta al servicio del público y se desempeñó como pregonero, ganándose el apodo de El Corneta Sayago. Fue tanta su fama que no había empresario de teatros o circos que no lo contratara para publicitar sus espectáculos, entre los que estuvo Francisco Piria, e incluso fue a Buenos Aires, donde alcanzó enorme popularidad viéndose seguido por un gran séquito de curiosos, atraídos por los ecos de La Marsellesa, el Himno de Reggio o la marcha de Garibaldi, que eran las tres de su predilección.